# NGC 2568
NGC 2568 is een open sterrenhoop in het sterrenbeeld Achtersteven. Het hemelobject werd in 1881 ontdekt door de Amerikaanse astronoom Edward Emerson Barnard.

## Synoniemen
- OCL 727
- ESO 370-SC5